# Megaloctena angulata
Megaloctena angulata là một loài bướm đêm trong họ Noctuidae.